# الناظور (المغرب)
الناظور أو الناظور (بالأمازيغية ⴻⵏⵏⴰⴹⵓⵔ) مدينة ساحلية مغربية عاصمة إقليم الناظور، الذي يشكل جزء من جهة الشرق، تقع على البحر الأبيض المتوسط في شمال البلاد. يبلغ تعداد سكان المدينة 158.202.كما يبلغ التعداد السكاني لإقليم ككل، حسب نفس الإحصاء حوالي 565.987، حيث يقطن 388.378 يالوسط الحضري، و 177.609 بالوسط القروي.

## الاقتصاد
تعد مدينة الناظور من أغنى المدن المغربية ماليا ومصرفيا بالرغم من ضعف البنية التحتية بما لا يتناسب مع غنى اقتصادها. وقد صنفت سنة 2007 كأغنى مدينة مغربية من حيث الدخل الذي تدره عليه حوالات الجالية المنتمية للإقليم والمتواجدة في أوروبا خاصة ألمانيا وهولندا وبلجيكا وإسبانيا. كما أنها تعد مدينة صناعية توجد فيها مجموعة من المعامل مثل الصلب والإسمنت والآجر. سوف تقام منطقة صناعية جديدة في سلوان، بالإضافة إلى منطقة حرة في بني انصار.
تتمتع المدينة بميناء ومطار دوليين يساهمان في تنمية اقتصادها.

## المواصلات
تتوفر مدينة الناظور، على محطة طرقية وطنية للحافلات تربط مدينة الناظور بمختلف أقاليم المغرب، بالإضافة إلى محطة لسيارات طاكسي كبيرة وتتواجد قرب محطة الحافلات مما يساهم في ربط الإقليم بالشبكة الوطنية للطرق، بالإضافة إلى محطتي السكة الحديدية التي تم افتتاحهما في شهر يوليوز 2009 على يد ملك البلاد محمد السادس وهما محطة الناظور المدينة، ومحطة الناظور الجنوبية.
وأيضا تتوفر المدينة على مطار دولي وبالضبط في مدينة العروي، وميناء في مدينة بني نصار، ويرتقب بناء ميناء كبير قرب واد كرت، وسيسمى ميناء «غرب الناظور» وسيخصص للتجارة الدولية..
تشتغل بالمدينة شركة Vectalia للنقل الحضري
. أما الخطوط فعددها 15 وهي كالتالي:
- الخط 01: المحطة الطرقية <> الجوطية
- الخط 02: المحطة الطرقية <> براقة
- الخط 03: المحطة الطرقية <> الفيض
- الخط 04: المحطة الطرقية <> الناظور الجديد
- الخط 05: المحطة الطرقية <> عاريض
- الخط 06: المحطة الطرقية <> بوعرورو
- الخط 07: المحطة الطرقية <> تاويمة
- الخط 08: المحطة الطرقية <> قرية اركمان
- الخط 15: المحطة الطرقية <> ازغنغان
- الخط 19: المحطة الطرقية <> بني أنصار
- الخط 20: المحطة الطرقية <> بني أنصار
- الخط B21: المحطة الطرقية <> الجامعة
- الخط 21: المحطة الطرقية <> سلوان الجامعة
- الخط 22: سلوان <> العروي
- الخط 26: سلوان <> زايو

## التوأمة
- أميان الفرنسية[9]
- أمستردام هولاندا